# مرانده
مرانده ، روستایی است از توابع بخش مرکزی شهرستان آمل در استان مازندران ایران.

## جمعیت
این روستا در دهستان پایین‌خیابان لیتکوه قرار داشته و براساس آخرین سرشماری مرکز آمار ایران که در سال ۱۴۰۴ صورت گرفته، جمعیت آن ۳۱۵ نفر  (۸۰ خانوار) بوده‌است.